# Emreli
Emreli (Imrali o Emrali) fou una tribu turcmana del Turkmenistan.
Eren nòmades que vivien a les estepes a l'est de la mar Càspia, i es van instal·lar al Khurasan persa el segle xvi, a la regió de Gurgan; expulsats al segle xviii per la tribu tekke o tekin van emigrar al nord es van instal·lar a Khivà a la regió de Hudjayl entre 1803 i 1827, i es van fer feudataris del kan.
Sota els russos i soviètics van esdevenir sedentaris. Modernament viuen a Iyali a l'oest de Tashawz, entre els goklens i el čowdor al nord i els yomud al sud. Alguns viuen a Askhabad.